# Chiefs
O Chiefs é um time profissional de rugby da cidade de Hamilton na Nova Zelândia franqueado ao Super Rugby fundado em 1996 e administrado pela New Zealand Rugby Union jogando atualmente no Waikato Stadium.